# 楊肇 (明朝)
楊肇（？—？），福建建寧府建安縣人，明朝政治人物。

## 生平
嘉靖十九年（1540年）庚子科福建鄉試舉人，三十七年（1558年）任嘉定縣知縣，升臨江府同知。